# Scindapsus carolinensis
Scindapsus carolinensis är en kallaväxtart som beskrevs av Takahide Hosokawa. Scindapsus carolinensis ingår i släktet Scindapsus och familjen kallaväxter. Inga underarter finns listade.